# Condado de Valdelagrana
El condado de Valdelagrana es un título nobiliario español creado por el rey Carlos II el 3 de noviembre de 1698 a favor de José Antonio Diego Anastasio de Godoy y Ponce de León.
Al casarse el conde de Valdelagrana con la hermana del duque de Medinacelli se le puso al lugar de Valdelagrana, posesión de ambos, el nombre del título situado en el municipio andaluz de El Puerto de Santa María, en la provincia de Cádiz. 

## Condes de Valdelagrana
- José Antonio Diego Anastasio de Godoy y Ponce de León, I conde de Valdelagrana, maestre de campo, gobernador de Alcántara,[1] VIII señor de las Quemadas y Doña Sol, la Barquera y Palomarejo, caballero veinticuatro de la ciudad de Córdoba, maestre de campo de un tercio de Infantería Española, gobernador de la plaza de Valencia de Alcántara y caballero de la Orden de Alcántara.[2]

Casó con María Alfonsa de Chaves y Texeda, señora de Valdelagrana, hija de Nuño de Chaves, maestre y general de artillería, y de Teresa de Texeda, hija de los marqueses de Gallegos. Sucedió su hijo:
- José Antonio de Godoy Ponce de León y Chaves (1681-¿?), II conde de Valdelagrana, IX señor de las Quemadas y Doña Sol, la Barquera y Palomarejo y caballero de la Orden de Alcántara.

Casó en primeras nupcias con Inés de Valenzuela y en segundas con María de la Concepción de Saavedra, Torreblanca, Dávila, Mendoza y Méndez de Sotomayor (1685-¿?), hija de los señores de las villas de Salobralejo, San Simones, Riofrío y Santa María de los Arroyos en Ávila. Le sucedió su hijo del segundo matrimonio:
- Diego Muñiz de Godoy y Ponce de León (m. Córdoba, c. 1759), III conde de Valdelagrana, señor de Las Quemadas y de Doña Sol, coronel de los Reales Ejércitos del reino de Dos Sicilias. Otorgó testamento el 5 de diciembre de 1759 y falleció en Córdoba.

Casó con Clara de Cárdenas y Manrique de Lara. Vendió a su hermano Antonio los lugares despoblados de Doña Sol y Las Quemadas, en el término municipal de Córdoba. Sucedió su hija:
- María Antonia de Godoy y Ponce de León, IV condesa de Valdelagrana,[4] señora jurisdiccional de La Barquera, Las Quemadas y Doña Sol, y dueña de numerosos mayorazgos.

Casó con Mariano Gutiérrez de los Ríos y Venegas (1744-c. 1816), V conde de Gavia, grande de España. Con este matrimonio, el conde de Gavia incorporó el condado de Valdelagrana a su casa. Sucedió su hijo:
- Diego Gutiérrez de los Ríos y Godoy, V conde de Valdelagrana y VI conde de Gavia.[5]

Casó, el 4 de junio de 1792, con María Dolores de Cabrera Fernández de Mesa. Sucedió su hija:
- Rafaela Gutiérrez de los Ríos y Cabrera (m. 11 de noviembre de 1817), VI condesa de Valdelagrana y VII condesa de Gavia.[5]

Casó en 1817 con Juan de Dios Aguayo Bernuy. Sucedió su tía paterna:
- María del Rosario Gutiérrez de los Ríos y Godoy (m. 27 de abril de 1838), VII condesa de Valdelagrana[4] y VIII condesa de Gavia.[5]

Casó con Antonio de Losada y Quiroga. Sucedió su hijo en 1849.
- Pedro de Losada Gutiérrez de los Ríos (m. 15 de mayo de 1890), VIII conde de Valdelagrana[4] y IX conde de Gavia.[5]

Casó, en Madrid el 17 de mayo de 1834, con Ángela Fernández de Liencres y Carvajal, hija de Ángel Fernández de Liencres y Pando, I marqués del Donadío. En 1862, le sucedió su hijo a quien cedió el título:
- Antonio Ángel de Losada y Fernández de Liencres (Madrid, 17 de marzo de 1835-19 de febrero de 1909), IX conde de Valdelagrana[4][8] y X conde de Gavia.[5]

Casó el 28 de marzo de 1862 con María del Carmen de las Rivas y Urtiaga, hija de Francisco de las Rivas y Ubieta, marqués de Mudela. En 1886, le sucedió su hijo a quien cedió el título.
- Francisco de Paula Losada y de las Rivas (17 de enero de 1863-21 de noviembre de 1930) X conde de Valdelagrana,[10][11]  XI conde de Gavia,[5] marqués de Mudela. Fue senador por la provincia de Madrid y por derecho propio.[12]

Casó el 31 de julio de 1886 con María del Carmen Fernández de Córdoba y Pérez de Barradas, hija del duque de Medinaceli. Sin descendencia, sucedió su sobrino:
- Emilio Losada y Drake (m. 15 de septiembre de 1982), XI conde de Valdelagrana,[14] XIII conde de Gavia,[5] III marqués de los Castellones,[15] VIII marqués de Villablanca, marqués de Zarreal.

Contrajo matrimonio el 1 de junio de 1936 con María del Carmen Penalva Baillo (m. 14 de enero de 1999). En 1960, por cesión, le sucedió su hijo:
- Alfonso Losada y Penalva, XII conde de Valdelagrana,[16] XIV conde de Gavia[5] y IV marqués de los Castellones.[15]

Casó el 8 de septiembre de 1983 con María Inmaculada de Medina y Díez. Sucedió, por distribución, su hijo:
- Alfonso José  Losada y Medina, XIII conde de Valdelagrana.[17]